# Murillo de Río Leza
Murillo del Río Leza és un municipi de la Rioja, a la regió de la Rioja Mitjana. Situat en la confluència dels rius Jubera i Leza, aquest últim, afluent de l'Ebre pel seu marge dret. Està situat a 407 metres d'altitud i la seva superfície és de 46 quilòmetres quadrats. Dista uns 14 km de la capital riojana (Logronyo).
La dinàmica de la població fa que aquesta funcioni pràcticament com un centre comarcal i de referència per a altres poblacions menors que es troben riu amunt, tant en la vall del riu Leza com del riu Jubera. És destacable la seva església parroquial de grans dimensions i dedicada a Sant Esteve protomártir. Va ser construïda entre els segles xvi i xvii amb carreus. Té un important retaule barroc en el seu altar major. La festa major se celebra el dia 3 d'agost i el seu patró és Sant Esteve.